# Repubblica di Ancona
La repubblica di Ancona fu un libero comune dell'Adriatico, la cui indipendenza de facto durò dall'XI secolo al 1532. Si dedicò specialmente ai traffici marittimi con l'Oriente ed è considerata una delle repubbliche marinare italiane. Alleata per secoli della Repubblica di Ragusa e dell'Impero Bizantino, riuscì a resistere a Venezia, che non gradiva altre città marinare nell'Adriatico e che ripetutamente tentò di danneggiare i suoi traffici marittimi o di sottometterla. La sua estensione fu sempre limitata al territorio compreso tra i fiumi Esino e Musone, dato che i suoi abitanti non erano interessati a guerre per l'ampliamento dello Stato e si dedicavano quasi esclusivamente alla navigazione, alle costruzioni navali ed ai commerci. Una caratteristica della sua storia fu la continua necessità di difendersi, aiutata in ciò dall'alleanza con Costantinopoli e con Ragusa, oltre che dai numerosi castelli che vigilavano i suoi confini.

## Geografia

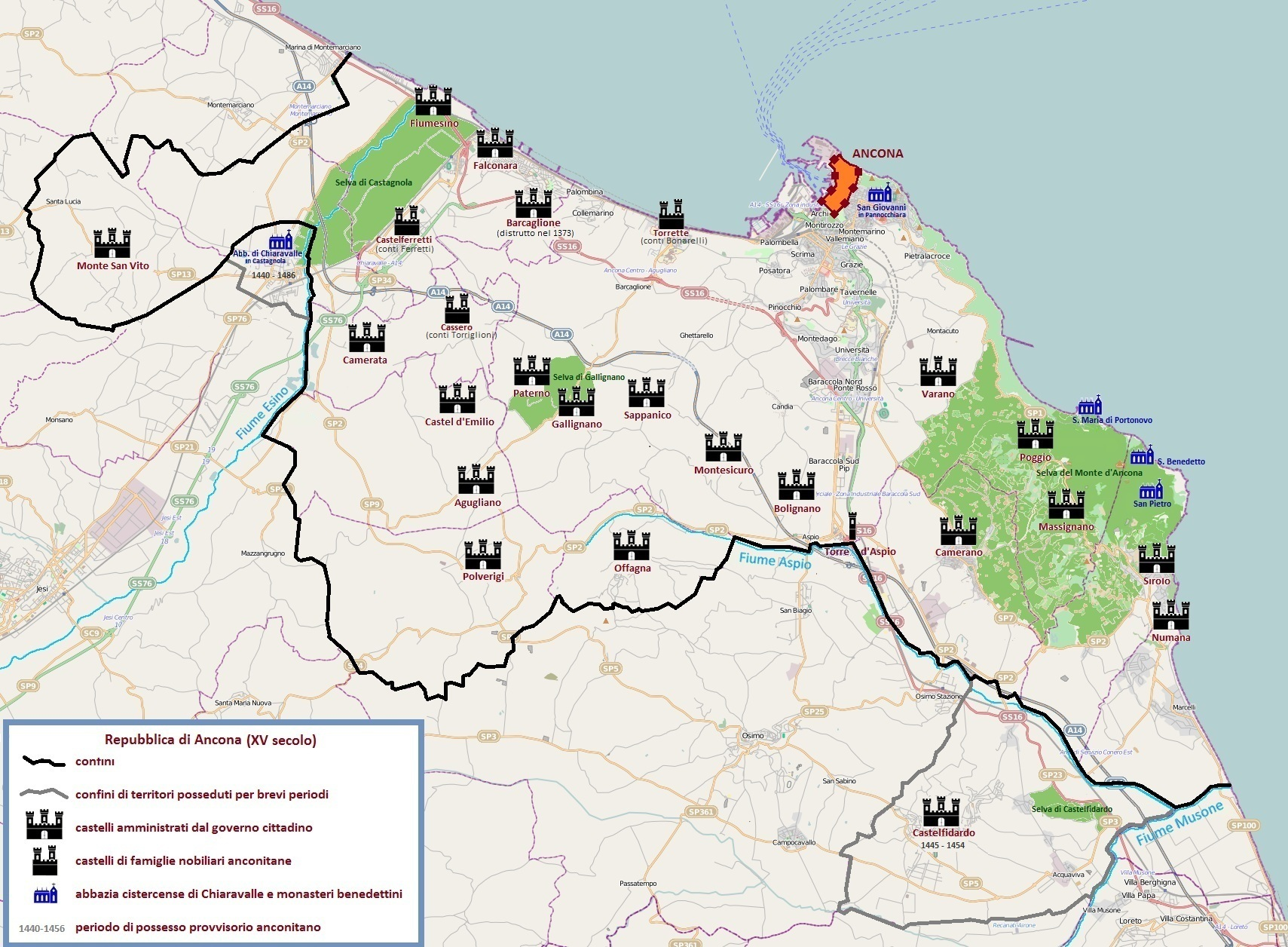
La repubblica di Ancona nel XV secolo: confini, castelli, monasteri, selve.

Il territorio della repubblica di Ancona comprendeva tutta la zona tra il mare e i fiumi Esino, Musone ed Aspio, ed era protetto da numerosi castelli: Monte San Vito, Fiumesino, Barcaglione, Camerata, Castel d'Emilio, Falconara, Agugliano, Polverigi, Offagna, Bolignano, Camerano, Poggio, Massignano, Varano, Sirolo, Numana, Paterno, Sappanico, Gallignano, Montesicuro. Questi centri, alcuni dei quali sono oggi comuni a sé, sono infatti detti castelli di Ancona. L'estensione territoriale era di circa 265 km².
Esistevano poi alcuni castelli che non erano soggetti direttamente al governo cittadino, ma appartenevano alle più importanti famiglie nobili della città; essi erano: il Cassero, dei conti Torriglioni, le Torrette e Sappanico, dei conti Bonarelli e Castelferretto, dei conti Ferretti.
Per pochi anni anche Castelfidardo (tra il 1445 e il 1454) e il territorio dell'Abbazia di Chiaravalle (tra il 1440 e il 1486) fecero parte della repubblica anconitana.
Durante questo periodo, sotto tutti i punti di vista il più florido nella storia della repubblica, l'estensione territoriale raggiunse i 315 km².

## Storia

### Acquisizione dell'indipendenzade facto
L'indipendenza fu preceduta da due attacchi saraceni, quello terribile dell'839 e un altro nell'850.
I continui attacchi alle città adriatiche spinsero Ancona e Venezia ad allearsi nel tentativo di prevenirne altri.
All'inizio dell'XI secolo i documenti mostrano che la città godeva ormai di una libertà di fatto, nonostante la presenza del marchese imperiale e delle pretese della Chiesa.

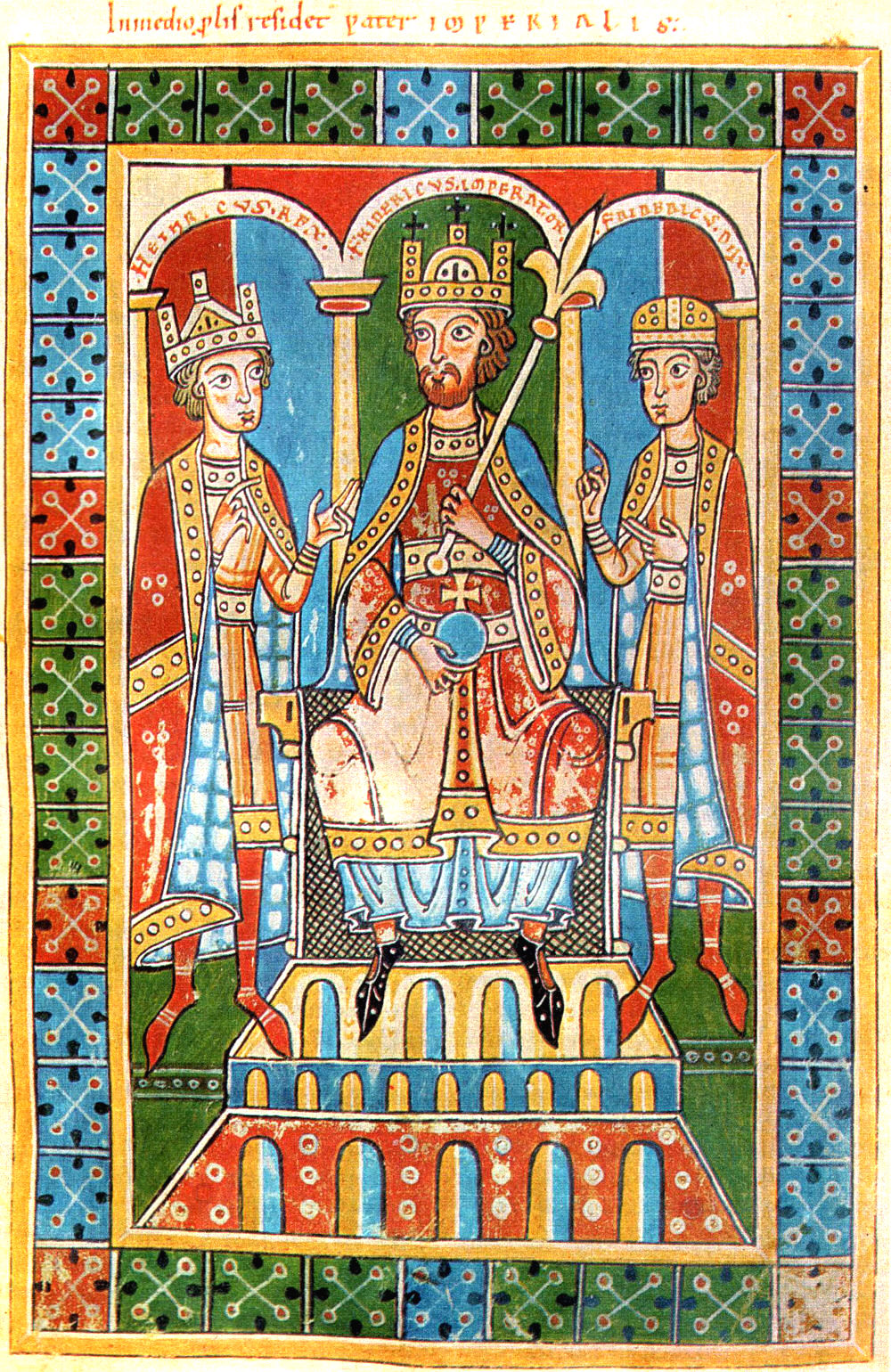
Federico Barbarossa fra i figli Enrico e Federico.

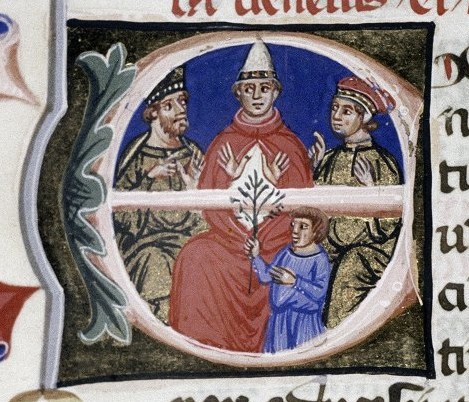
il Papa Alessandro III fra Federico Barbarossa e sua moglie.

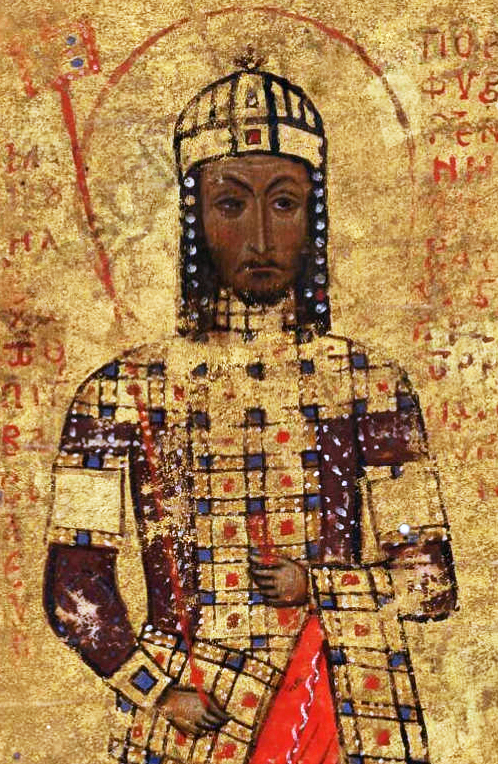
l'imperatore bizantino Manuele Comneno, alleato di Ancona.

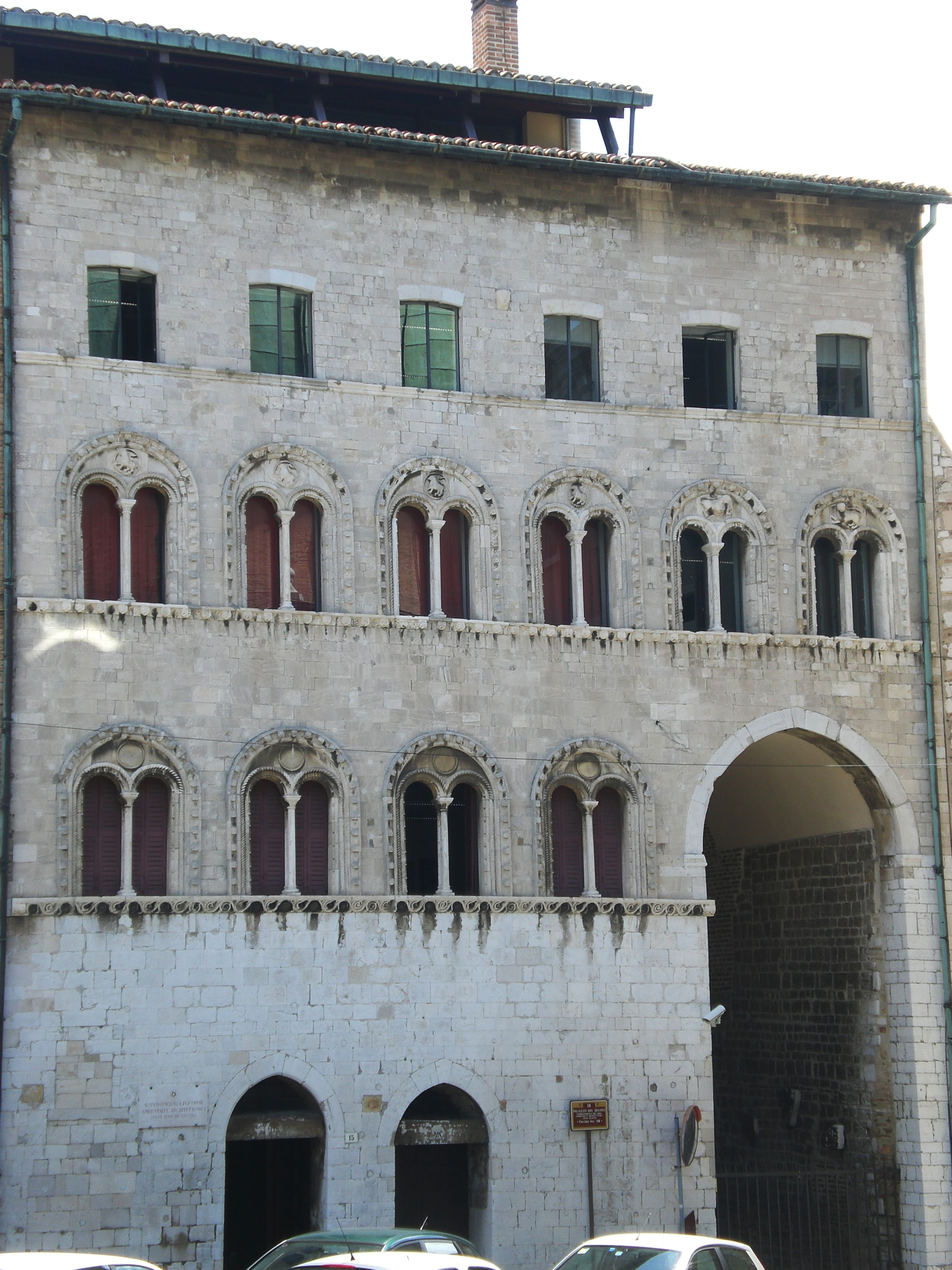
il Palazzo del Senato di Ancona del XIII secolo.

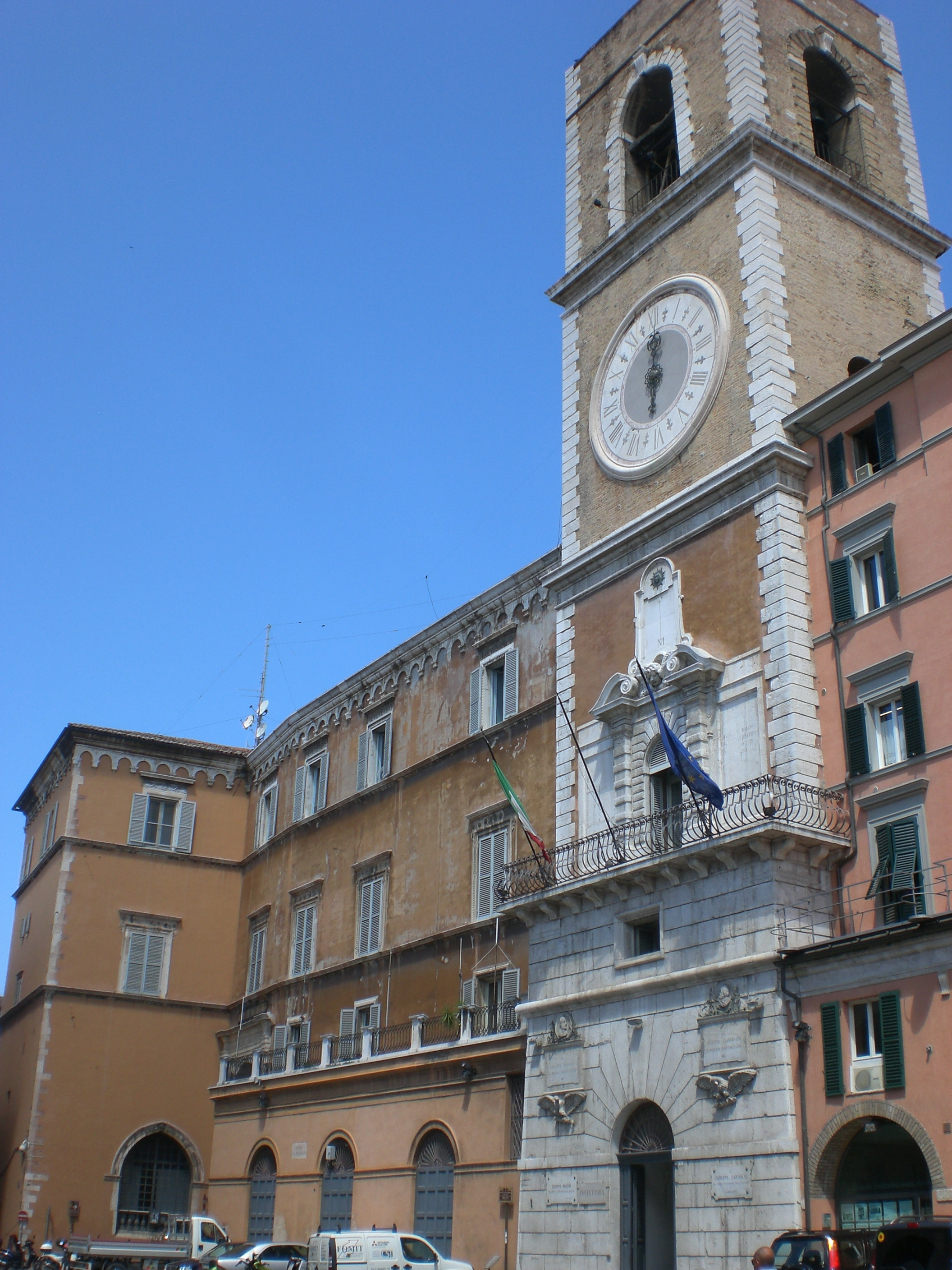
il Palazzo del Governo con la Torre civica.

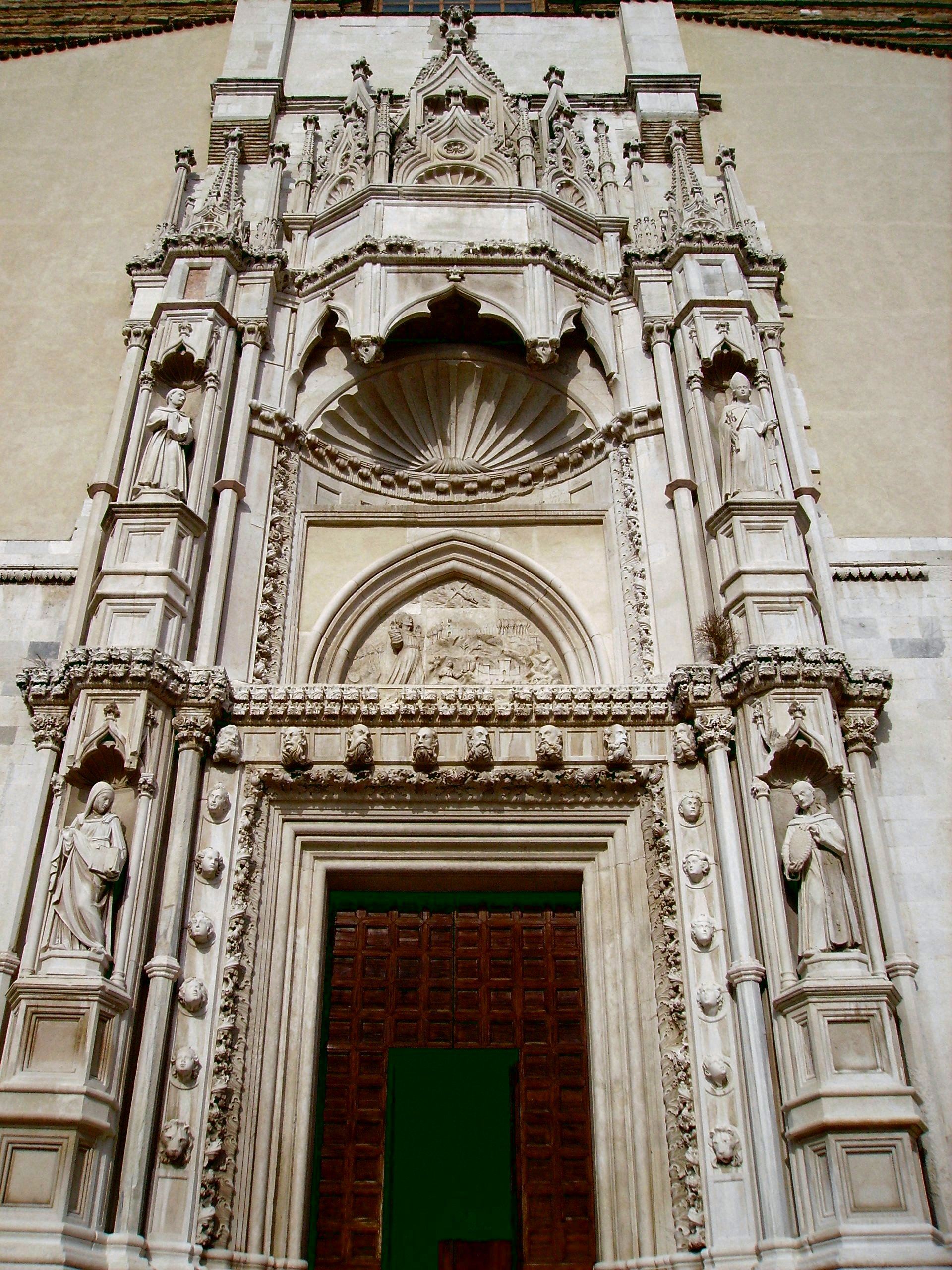
il portale della chiesa di San Francesco alle Scale di Ancona, espressione del Rinascimento adriatico di Giorgio da Sebenico.

L'indipendenza non si sviluppò, come in altre città, intorno alla figura del vescovo, ma grazie alla collaborazione dei cittadini impegnati nelle attività della navigazione e del commercio, che strinsero un patto di solidarietà e stilarono un accordo con il marchese imperiale.

### Contrasti con Venezia e con il Sacro Romano Impero
La repubblica di Ancona intratteneva rapporti commerciali privilegiati con i turchi e con l'Impero Bizantino ed era una città cosmopolita, poiché egiziani, siriani, mori, bizantini, magiari, dalmati, croati, albanesi ed ebrei erano frequentatori assidui del porto e dei mercati cittadini. A causa degli intensi scambi commerciali con Costantinopoli, la Repubblica di Ancona entrò presto in collisione con la Serenissima Repubblica di Venezia; questa inizialmente non aveva dato troppa importanza all'espansione di un'altra repubblica marinara nel Mare Adriatico, sicura di poterla assoggettare economicamente ancor prima che militarmente. Ma Ancona aveva alleati importanti, era frequentata da mercanti fiorentini e lucchesi ed era diventata una città ricca e fiorente, con fondachi e mercati in Oriente.
I veneziani non accettavano la crescita della repubblica dorica e per questo motivo, negli anni settanta del XII secolo, si allearono con l'imperatore Barbarossa per porre fine alla sua esistenza.
Ancona, che già nel 1137 aveva respinto l'imperatore Lotario II e nel 1167 l'imperatore Federico Barbarossa, si preparava ad affrontare la prova più terribile: l'assedio del 1173.

### L'assedio del 1173
Nel 1173 il Barbarossa, intenzionato a far valere i suoi diritti sulle città italiane che si comportavano come liberi comuni, inviò ad Ancona il suo luogotenente, l'arcivescovo Cristiano di Magonza, perché riuscisse a sottomettere una buona volta la repubblica dorica. L'assedio aveva buone garanzie di riuscita, dato che le forze imperiali che circondavano la città potevano questa volta contare anche sull'alleanza con la flotta veneziana, che bloccava il porto. Era la terza volta che l'Impero tentava di sottomettere la città nel giro di 50 anni: nel 1137 era stata assediata dall'imperatore Lotario II, nel 1167 dallo stesso Federico Barbarossa.
Il fatto che Venezia si fosse alleata con l'Impero (pur essendo formalmente in conflitto con esso, in quanto aderente alla Lega Lombarda) si spiega pensando alla rivalità commerciale che esisteva tra le due città marittime. Anche se in percentuale il traffico marittimo di Ancona verso i porti orientali non poteva essere paragonato a quello veneziano, nondimeno la Serenissima non gradiva l'esistenza in Adriatico di altre città marinare.
L'assedio fu lungo e pesante e gli alleati di Ancona, ossia la Repubblica di Ragusa, l'Impero Bizantino e le città dell'ex Esarcato di Ravenna, non potevano intervenire, in quanto non erano al corrente di ciò che stava succedendo.
Dopo alcune settimane gli imperiali inviarono un'ambasciata in città chiedendo la resa, il riconoscimento del potere imperiale e la consegna del console dell'Impero Bizantino; in cambio promettevano di risparmiare la vita ai cittadini. La richiesta di resa derivava da una considerazione: dopo il lungo assedio le riserve di cibo dovevano essere quasi finite e la città non avrebbe potuto resistere ancora a lungo. Gli anconitani rifiutarono invece l'offerta e anzi riuscirono ad inviare degli emissari che, passando tra le file nemiche, si recarono a chiedere soccorso nelle città amiche della Romagna e dell'Emilia. L'episodio ispirò nell'Ottocento la tela di Francesco Podesti il Giuramento degli Anconetani.
Durante l'assedio sono da ricordare le gesta eroiche dell'eroina anconetana per eccellenza: Stamira (detta anche Stamura), una giovane vedova che con un gesto fulmineo appiccò il fuoco ad una botte piena di materie infiammabili, causando l'incendio di numerose macchine d'assedio nemiche, permettendo così ai cittadini di uscire dalle mura per rifornirsi di cibo; durante l'assedio rifulse anche l'eroismo del sacerdote Giovanni da Chiò, che in giorno di burrasca si gettò in mare per tagliare le gomene della nave Totus Mundus, ammiraglia della flotta veneziana che era ancorata nella rada del porto per il blocco del transito navale, mandandola a urtare contro altre navi e danneggiando così una parte della flotta.
Nel frattempo, alcuni cittadini erano riusciti a superare le truppe assedianti spingendosi a nord dell'Esino per richiedere una spedizione di soccorso. Con l'arrivo delle truppe della contessa di Bertinoro Aldruda dei Frangipani e del duca di Ferrara Guglielmo dei Marcheselli, si scatenò una battaglia che vide la sconfitta delle truppe imperiali. Le navi veneziane tolsero l'ancora e tornarono nella Serenissima. Ancona dunque uscì vittoriosa anche da quest'assedio, ed il periodo florido seguito alla vittoria permise di aumentare i traffici marittimi con l'Oriente e di ingrandire ed abbellire la propria cattedrale sul modello bizantino.
Manuele Comneno, imperatore di Bisanzio, inviò ingenti somme di denaro per ricompensare Ancona della fedeltà a lui dimostrata. Secondo una tradizione non confermata da documenti, Manuele donò in questa occasione alla città la bandiera rossa con una croce d'oro che è ancora oggi il vessillo della città. Tarquinio Pinaoro, nelle Antichità e nobiltà anconitane, asserisce invece che tale insegna venne assegnata al Comune di Ancona quale ricompensa per aver conquistato per primo le mura di un castello chiamato Argentario, presso Gallipoli, in Turchia. Le forze alleate di Rodi, entrate nel castello subito dopo i soldati anconetani, ottennero un vessillo simile: croce argentata su fondo rosso. Per la città il risultato più importante della vittoria fu che il Comneno autorizzò la repubblica a praticare il commercio marittimo in tutti i suoi porti, con la possibilità anche di costruire fondachi e abitazioni. Come già in epoca traianea, Ancona si avviava nuovamente ad essere per l'Italia una delle porte d'Oriente.

### Guerre e scontri armati con Venezia e alleanza con la Repubblica di Ragusa
Sia prima che dopo l'assedio del 1173, Ancona dovette difendersi da Venezia nel corso di altri scontri armati o guerre vere e proprie:
- 1149: scontri armati tra navi anconitane e veneziane[16];
- 1173: la flotta veneziana e l'esercito di Federico Barbarossa assediano Ancona[13];
- 1183: guerra tra Ancona e Venezia[16];
- 1195: navi pisane ed anconitane si scontrano con la flotta veneziana[17];
- 1229: guerra tra Ancona e Venezia[16];
- 1257: guerra tra Ancona, alleata con Pisa, e Venezia[16];
- 1273: guerra tra Venezia ed una lega antiveneziana di cui faceva parte anche Ancona[17];
- 1277: scontro armato tra la flotta veneziana e quella anconitana[18][19];
- 1428: guerra tra Ancona e Venezia[16].

In particolare si sottolinea che:
- nel 1195 la flotta veneziana ebbe uno scontro armato con le flotte anconitana e pisana, in quell'occasione alleate nell'intento di rendere libera dal controllo veneziano la navigazione in Adriatico. A Venezia era stato eletto da poco doge Enrico Dandolo, saggio e già molto anziano; la sua flotta riuscì a mettere in fuga le due flotte rivali e ad inseguirle sino a Costantinopoli[17].

- per resistere contro lo strapotere veneziano in Adriatico fu determinante soprattutto l'alleanza di Ancona con la Repubblica di Ragusa (dal 1199). Le due città rinnovavano periodicamente i loro patti e ragusini ed anconitani si consideravano abitanti di città sorelle. Molti anconitani abitavano a Ragusa, e molti ragusini abitavano in Ancona. Le due città diedero vita ad una via commerciale tra Europa occidentale e Medio Oriente alternativa a quella veneziana; questa via partiva da Costantinopoli, passava per Ragusa, Ancona, Firenze per giungere alle Fiandre e all'Inghilterra. Altre città alleate furono Pisa, Termoli e Napoli.

- negli anni venti del Duecento, il doge Pietro Ziani intensificò i rapporti diplomatici con Bologna e varie città marchigiane, al fine di isolare Ancona[17].

- nel 1273 contro Venezia si era formata una lega anti-veneziana composta, oltre che da Ancona, anche da Bologna, Treviso, Verona, Mantova, Ferrara, Cremona. Dopo alterne vicende Venezia riuscì infine a prevalere e stipulò un trattato di pace a sé favorevole. Ancona però non volle firmare il patto e continuò a resistere da sola, dato che era in gioco la propria libertà di navigare in Oriente: ne andava della sua sopravvivenza come potenza marinara[17]. Venezia, allora, mise in atto contro Ancona un blocco navale e terrestre[17]; nonostante ciò, nel 1277, Ancona riuscì a strappare alla più potente rivale una sonora vittoria[18][19].

- la situazione si ribaltò nuovamente nel 1281, quando era doge Giovanni Dandolo: venne infatti stilato tra le due repubbliche il trattato di Ravenna, tutto a favore di Venezia[18].

- i successivi trattati tra le due repubbliche, del 1345 e del 1366, ristabilirono i diritti di Ancona a navigare liberamente[20].

### Lo Stato della Chiesa riconosce la repubblica di Ancona

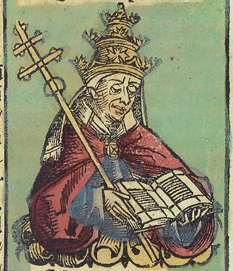
il papa Eugenio IV rappresentato nelle Cronache di Norimberga del 1493.

Ancona ebbe una indipendenza "de facto": il papa Alessandro III (circa 1100 – 1181) la dichiarò città libera nell'ambito dello Stato della Chiesa; papa Eugenio IV confermò la posizione giuridica definita dal suo predecessore e il 2 settembre 1443 la dichiarò ufficialmente repubblica; quasi in concomitanza anche Ragusa venne ufficialmente denominata "repubblica", a conferma del legame fraterno che univa i due porti adriatici.

### Sotto il giogo dei Malatesta - la rocca papale

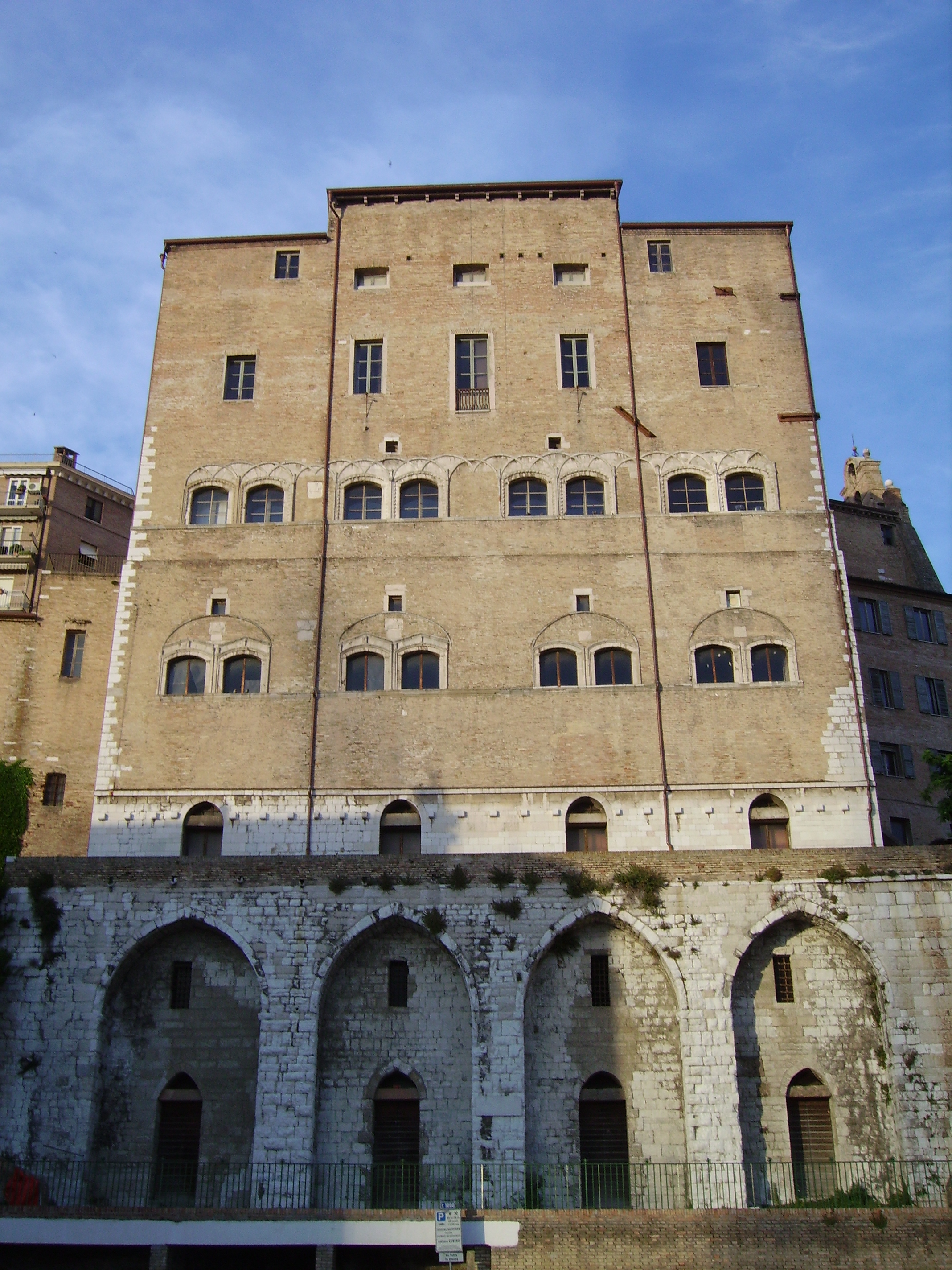
il Palazzo degli Anziani di Ancona.

Durante circa cinque secoli, l'unica eclisse di libertà ci fu nel periodo che va dal 1348 al 1383: i Malatesta, impegnati ad estendere i loro domini marchigiani, si erano impadroniti nel 1348 di Ancona, approfittando di un momento di estrema debolezza. La celebre peste nera che infuriava in tutta Europa aveva infatti messo in difficoltà la città e a ciò si era aggiunto un terribile incendio che aveva provocato vaste distruzioni, tra cui quella, parziale, dello stesso palazzo comunale.
Nell'ambito delle azioni del cardinale Albornoz, volte a preparare il ritorno del papa da Avignone in Italia, i Malatesta vennero sconfitti nella battaglia di Paterno (1355), un castello di Ancona, e la chiesa instaurò un dominio diretto sulla città. L'Albornoz poté entrare ad Ancona, dove fece edificare una grande rocca che doveva servire anche come sede adriatica del pontefice, una volta che fosse tornato in Italia. L'Albornoz, infatti, aveva fatto costruire l'edificio con un aspetto prettamente militare all'esterno, ma con un interno sfarzoso, ricco di giardini e di ogni comodità. 
La rocca dell'Albornoz rimase in piedi fino al 1383, quando fu distrutta dal popolo dopo un difficile assedio. Causa scatenante dell'assedio fu il fatto che il castellano si era messo alle dipendenze dell'antipapa Clemente VII. All'assedio parteciparono, oltre agli anconitani, folti gruppi di soldati provenienti da tutta la Marca. La rocca infine cedette grazie allo scavo di una galleria fin sotto alle sue mura; essa venne poi completamente distrutta a furor di popolo, al fine di ristabilire l'antica autonomia cittadina.

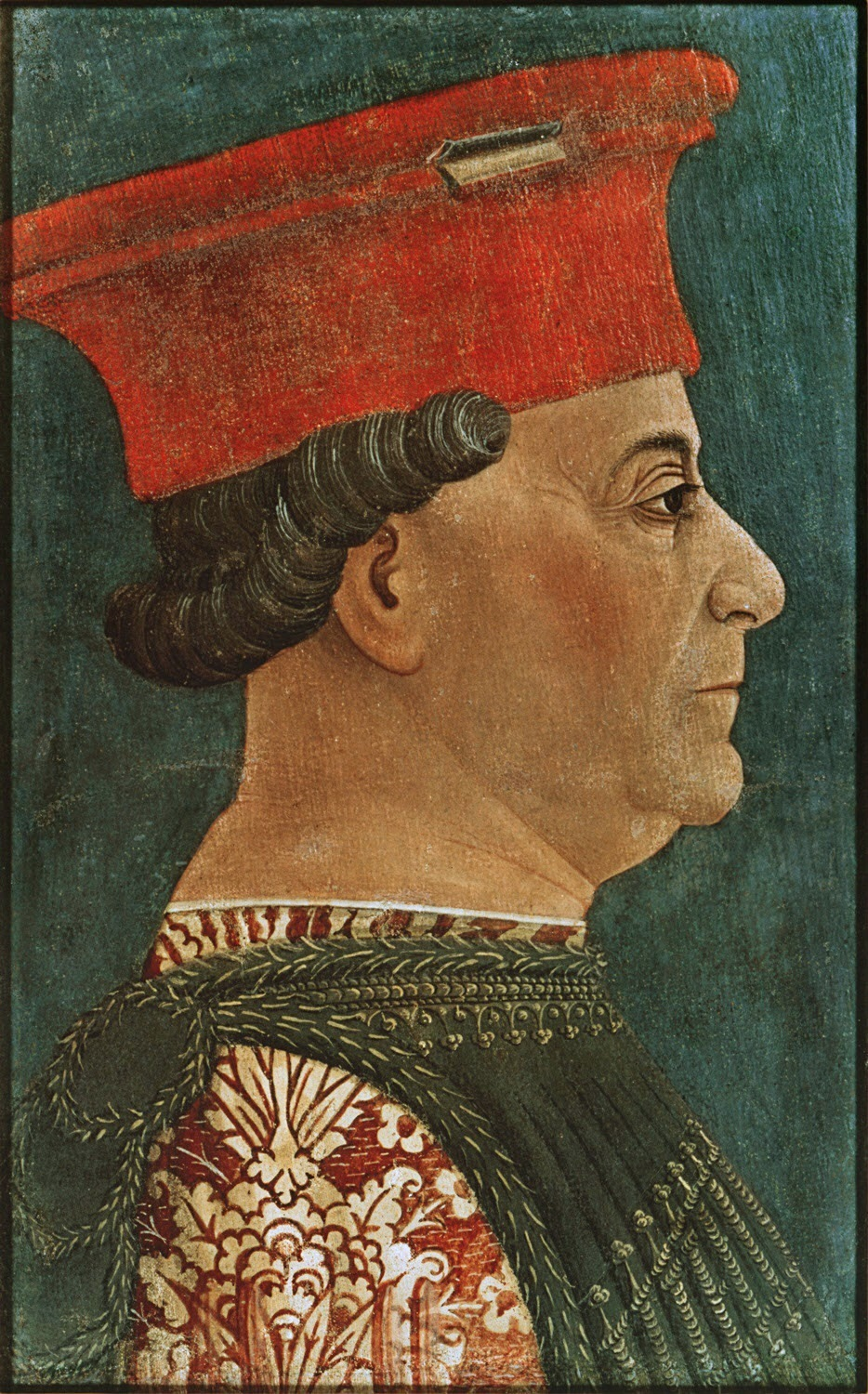
Francesco Sforza ritratto da Bonifacio Bembo (Pinacoteca di Brera, Milano), 1460 circa.

In tale circostanza il Senato anconetano ricevette dai Priori delle Arti e dai Gonfalonieri di Giustizia del popolo di Firenze l'elogio più caloroso: "Avete finalmente scosso, amici carissimi, il giogo del vostro servaggio che il presidio dell'inespugnabile rocca vi teneva sopracapo! O uomini che diffondete l'odore delle virtù dei vostri progenitori! O veri italiani!".
La libertà riconquistata dovette ancora essere difesa: Galeazzo Malatesta, nel 1413, tentò un assalto ad Ancona, alla collina di Capodimonte, da cui, all'epoca, passava la principale via d'accesso via terra alla città; ma la pronta e vigorosa 
reazione respinse il nemico che lasciò centinaia di morti e prigionieri. 
Anche Francesco Sforza tentò di avere a tradimento la città; le sue spie vennero scoperte, chiuse dentro sacchi e gettate in mare con pietre al collo (1443). Tra gli sforzeschi nacque allora il detto: "Ancona dà da bere e non da mangiare".

### I rapporti con Ragusa

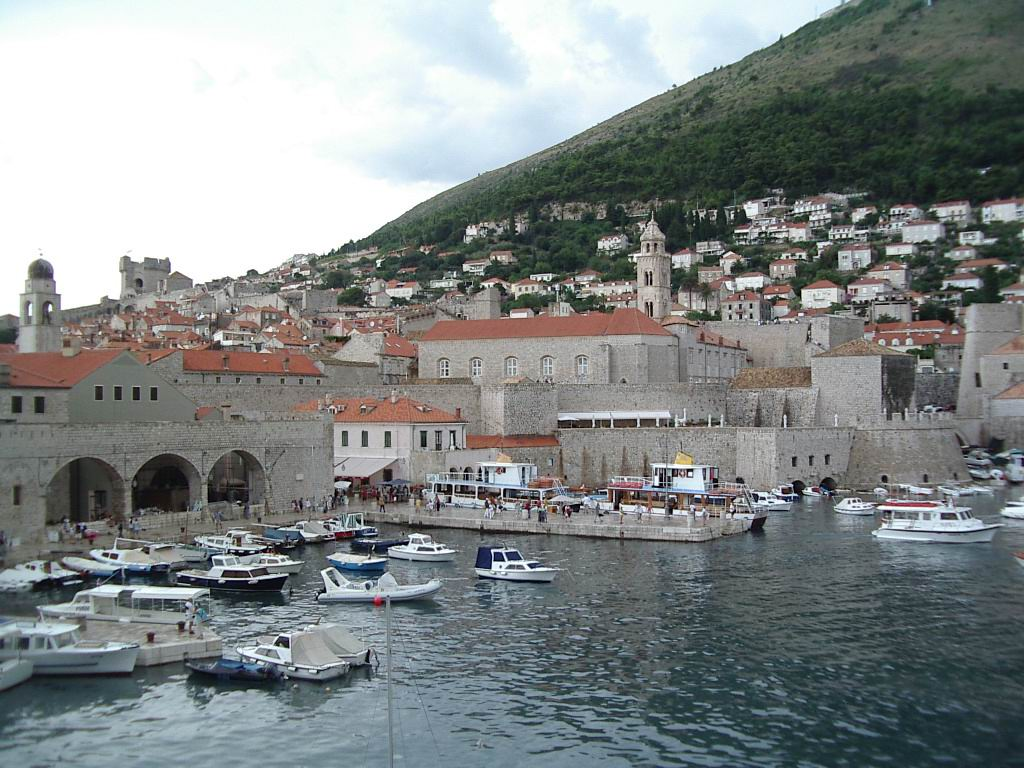
Il porto di Ragusa.

I primi rapporti commerciali sono riscontrabili lungo il secolo durante il quale si ha testimonianza della nascita della repubblica, precisamente nel 1199. I rapporti saranno sempre cordiali, di profonda amicizia e sostegno militare: era l'unico modo che entrambe avevano per resistere allo strapotere economico della Serenissima, e per quanto Venezia restò sempre padrona dell'Adriatico, il connubio fra Ancona e Ragusa permise alle due città di non soggiacere alla più potente repubblica. I rapporti, segnati da continui rinnovi di patti di alleanza, si interruppero solo durante la parentesi di dominazione veneziana su Ragusa e poi definitivamente con l'assoggettamento della repubblica dorica allo Stato pontificio (1532).

### Perdita dell'indipendenza (1532)
Con il pretesto, rivelatosi falso, di un'imminente aggressione alla città da parte dei Turchi, papa Clemente VII si offrì di far costruire, a spese del Papato, la nuova fortificazione della Cittadella sul Colle Astagno, inviando in città l'architetto Antonio da Sangallo il Giovane.

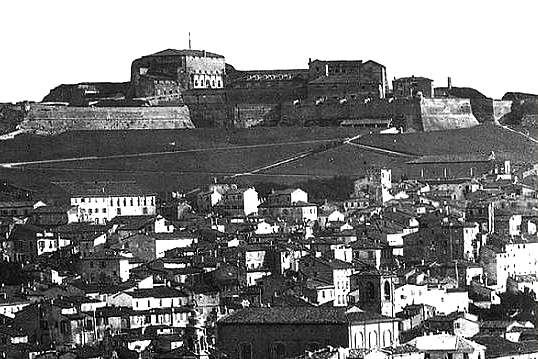
Ancona, la Cittadella sul colle Astagno nei primi del 1900.

La Cittadella con i suoi cinque bastioni è uno dei primi esempi di fortificazione rinascimentale.
Essa venne usata dalle truppe papali come un cavallo di Troia per l'occupazione della città che il Papa, ansioso di reintegrare le vuote casse vaticane dopo il Sacco di Roma, aveva venduto al cardinale di Ravenna Benedetto Accolti per una somma tra i 5700 ducati d'oro ed i 20000 scudi d'oro l'anno.
Il 19 settembre 1532 Ancona venne occupata e, a causa dei cannoni della Cittadella puntati sulla città e sulle sue principali vie di accesso, dovette rinunciare all'indipendenza senza possibilità di reagire; con un colpo di Stato ante litteram papa Clemente VII mise fine alla libertà de facto, ponendo così la città sotto il dominio diretto dello Stato Pontificio.
In quell'occasione il nuovo Governatore della Marca di Ancona Bernardino Castellari, detto Bernardino della Barba, vescovo di Casale, fece bruciare in Piazza Grande tutto l'archivio cittadino, antico di secoli, per rendere chiaro che il regime di libertà comunale era davvero finito.

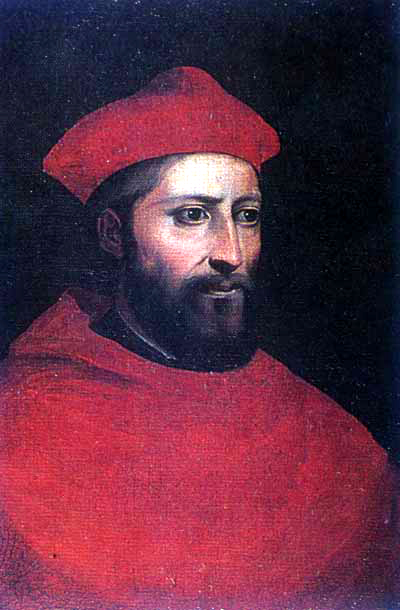
Bernardino Santini, Ritratto del Cardinale Benedetto Accolti, Arezzo, Quadreria Comunale.

L'Accolti, desideroso di recuperare in breve tempo l'investimento fatto con l'acquisto della legazione di Ancona e della Marca, instaurò un regime autoritario di gravi imposizioni fiscali e di repressione durissima del dissenso, con la condanna all'esilio e la confisca dei beni di molte nobili famiglie anconetane.
Quando alcuni giovani esponenti della nobiltà anconetana provarono a organizzare il ripristino delle libertà perdute, cinque di essi (Marco Antonio Antiqui, Leonardo di Pier Sante Bonarelli, Giovanni Battista Benincasa, Romano Giacchelli, Andrea Buscaratti), su ordine del nuovo Legato pontificio della Marca di Ancona Benedetto Accolti, vennero arrestati, imprigionati, torturati e uccisi. I corpi decapitati di Marco Antonio Antiqui, Leonardo di Pier Sante Bonarelli e Romano Giacchelli furono gettati in Piazza Grande con torce accese legate ai piedi, a monito per tutta la cittadinanza, mentre Giovanni Battista Benincasa e Andrea Buscaratti vennero condotti a Porto San Giorgio (allora "Porto di Fermo") e colà impiccati.
Alla morte di Clemente VII, il suo successore papa Paolo III lo fece arrestare sottoporre a processo:
«Ma questa legazione fu per l'Accolti causa di dolorose sventure. Paolo III il 15 aprile 1535 lo fece chiudere in Castelsantangelo, e sottoporre a rigoroso processo. Quale ne fosse il motivo chiaramente non apparisce. Il Mazzuchelli quasi indovinando scrive che fu per avventura la sua mala amministrazione di Fano e della Marca. Però non sembra che la sua colpa fosse di solo peculato, come si giudica dai più, perché in tal caso, secondo anche la osservazione del Giovio, non si sarebbe trattato di decapitarlo. Alcuni vogliono che il cardinale Ippolito de' Medici, consanguineo di Clemente VII, con cui ebbe gravi controversie, appunto per la legazione della Marca, fosse autore della prigionia dell'Accolti».
«Fu sciolto dai ceppi dopo di essersi confessato reo, ma colla ammenda gravissima di cinquantanovemila scudi d'oro, somma rapportata dal Ciacconio, dall'Oldoino e da altri ancora. Uscì di carcere il dì ultimo di ottobre, anno medesimo, giovando non poco a liberarnelo i buoni officii del cardinale Ercole Gonzaga e quelli di Carlo V imperatore».
Così lo storico marchigiano Carisio Ciavarini ha raccontato il processo all'Accolti intentatogli dal Vaticano su iniziativa del papa Paolo III:
Però migliore giustizia fece la fortuna dando la meritata fine e all'Accolti ed a quanti altri ebbero parte principale nella frodolenta occupazione della repubblica anconitana. Raccontano le cronache e le storie, che Clemente [VII] morì poco dopo tornato in Roma; l'Accolti, oltre la prigionia, appena ne fu libero e andò a Firenze, quivi finì di veleno; il Della Barba che venne trasferito a Viterbo fu consunto da morbo pediculare; il vescovo Balduinetti vicelegato morì nel millecinquecentotrentotto, cioè dopo soli sei anni dalla rovinata repubblica; Luigi Gonzaga fu ucciso sotto Vigrate castello degli Orsini; Pietro Accolti zio dell'Arcivescovo di Ravenna, e che primo aveva fatto il piano della conquista di Ancona, morì lo stesso anno della sua caduta (1532); ed anco un figlio del cardinale Benedetto fu poi giustiziato in Roma per punire, come suole la fortuna, eziandio ne' figli i delitti dei genitori.»
(Ciavarini 1867, pp. 161-162)
Nonostante la rimozione dell'Accolti, che consentì il rientro ad Ancona di molti nobili fuoriusciti costretti all'esilio, il nuovo Papa non ripristinò le libertà repubblicane, concedendo solo una limitata autonomia al Senato anconetano sulle questioni interne alla città, sempre sotto il controllo del Legato pontificio.
Ciò determinò nel giro di alcuni decenni, il declino delle attività marinare e dell'importanza del porto dorico, già danneggiate dalla rarefazione delle rotte marittime mediterranee conseguente alla colonizzazione delle Americhe.

### Partecipazione alle crociate
È nota la partecipazione della Repubblica anconetana a diverse crociate, tra cui la prima. Nelle lotte fra papi ed imperatori del XIII secolo, Ancona fu di parte guelfa.
Nel 1464, ad appena undici anni dalla caduta di Costantinopoli nelle mani dei turchi, la crociata per liberare l'antica capitale dell'Impero d'Oriente promossa da papa Pio II (Enea Silvio Piccolomini) doveva partire proprio dalla città dorica: la corte pontificia si stabilì ad Ancona per organizzare tutte le potenze cristiane; nulla si fece a causa della morte improvvisa del pontefice.

### Utilizzo di galee anconitane da parte di pontefici
Quando, nel 1367, papa Urbano V, allora residente ad Avignone, decise di rientrare in Italia e il 30 aprile prese la via di Marsiglia, qui trovò 23 galee inviate dalla regina Giovanna di Napoli, dai Veneziani, dai Genovesi, dai Pisani e dagli Anconitani per fargli da scorta nel suo rientro a Roma. Tra le tante navi delle città marinare andate ad incontrarlo, il pontefice scelse di imbarcarsi proprio sulla galea di Ancona e a bordo di questa intraprese il suo viaggio, approdando il 3 giugno, con tutto il suo seguito (solo tre cardinali francesi si rifiutarono di accompagnarlo), a Corneto, sulla costa laziale, accolto dal cardinale Albornoz, da tutti i Grandi dello Stato Pontificio e da una moltitudine di popolo esultante, che da giorni aveva dormito in spiaggia per non perdersi lo storico avvenimento.
Narra il cronista Oddo di Biagio nel 1367:
(Oddo di Biagio, in Leoni 1812, III, pp. 303-304)
Oddo di Biagio fu inviato come ambasciatore della Repubblica di Ancona a Viterbo e a Montefiascone, dove papa Urbano V era giunto da Avignone.
Il 5 settembre 1370, papa Urbano V, in quello stesso porto di Corneto dov'era approdato tre anni prima, s'imbarcò nuovamente sulla galea anconetana, scortato dalle navi inviategli dai re di Francia e d'Aragona, dalla regina di Napoli e di Pisa. Il 16 dello stesso mese sbarcò a Marsiglia, il 24 fece il suo solenne ingresso in Avignone. Ma nemmeno due mesi dopo si ammalò gravemente e il 19 dicembre dello stesso anno morì.
Nel 1377 l'onorifica preferenza venne accordata anche ad un'altra galea, comandata dall'anconetano Nicolò di Bartolomeo Torriglioni, quando papa Gregorio XI riportò definitivamente la corte pontificia dalla Francia in Italia.

## Struttura politica ed amministrativa
Ancona era una repubblica oligarchica il cui governo era costituito da un consiglio di sei Anziani, o Signori, che erano eletti dai tre terzieri nei quali era divisa la città: S. Pietro, Porto e Capodimonte. La Repubblica Marinara di Ancona batteva moneta propria: l'agontano; aveva propri codici di navigazione noti sotto il nome di "Statuti del mare", "del Terzenale (arsenale)" e "della Dogana".
La struttura sociale, che vedeva nobili e popolani uniti intorno alle attività marinare, non permise l'affermarsi di signorie in città. Un'eccezione è rappresentata dall'occupazione da parte dei Malatesta nel 1348.

## Commercio e navigazione

Pagina degli Statuti del mare.

Attraverso il porto di Ancona passava la via commerciale, alternativa a quella veneziana, che dal Medio Oriente passando per Ragusa, Ancona, Firenze e le Fiandre, conduceva in Inghilterra; fu perciò la porta d'Oriente dell'Italia centrale.
La città inviava consoli ed aveva fondachi e colonie in molti porti d'Oriente. A Costantinopoli vi era il fondaco forse più importante, dove gli anconetani avevano una propria chiesa, Santo Stefano; inoltre nel 1261 venne loro accordato il privilegio d'avere una cappella nella basilica di S. Sofia. Altri fondachi anconitani erano in Siria (a Laiazzo e a Laodicea), in Romania (a Costanza), in Egitto (ad Alessandria), a Cipro (a Famagosta), in Palestina (a San Giovanni d'Acri), in Grecia (a Chio), in Asia Minore (a Trebisonda). Spostandosi verso occidente, fondachi anconitani erano presenti nell'Adriatico a Ragusa e a Segna, in Sicilia a Siracusa e a Messina, in Spagna a Barcellona e a Valenza, in Africa a Tripoli.
Mentre gli anconitani (di ogni classe sociale) si dedicavano direttamente ai traffici marittimi, lo smistamento via terra delle merci importate era affidato invece a mercanti ebrei, lucchesi e fiorentini. Dal Levante giungevano nel porto di Ancona spezie e medicamenti di ogni tipo, coloranti, profumi, mastice, seta, cotone, zucchero di canna, allume; dalla Dalmazia arrivava invece legname (da Segna), sale (da Pago), metalli (da Fiume), pellami, cera, miele, (soprattutto da Ragusa, ma anche da Zara, Traù e Sebenico). Questi prodotti erano poi esportati via terra, diretti a Firenze, in Lombardia e nelle Fiandre.
Via terra giungevano nel porto di Ancona: panni pregiati da Firenze e dalle Fiandre; dalle Marche olio, grano, vino, sapone, panni, carta di Fabriano e di Pioraco; dall'Abruzzo lo zafferano, dal Montefeltro il guado. Questi prodotti erano poi esportati via mare in Oriente e in Dalmazia.
In città erano presenti folte comunità straniere organizzate, tra le quali quella greca e quella schiavona (ossia dalmata ed albanese), che avevano propri luoghi di culto. A queste si deve aggiungere un'attiva comunità ebraica, che è stata (ed è tuttora) parte importante della società cittadina, come prova la sinagoga (con arredi anche del XVI secolo) e il Campo degli Ebrei, cimitero israelitico tra i più antichi (XV secolo) e importanti d'Europa.

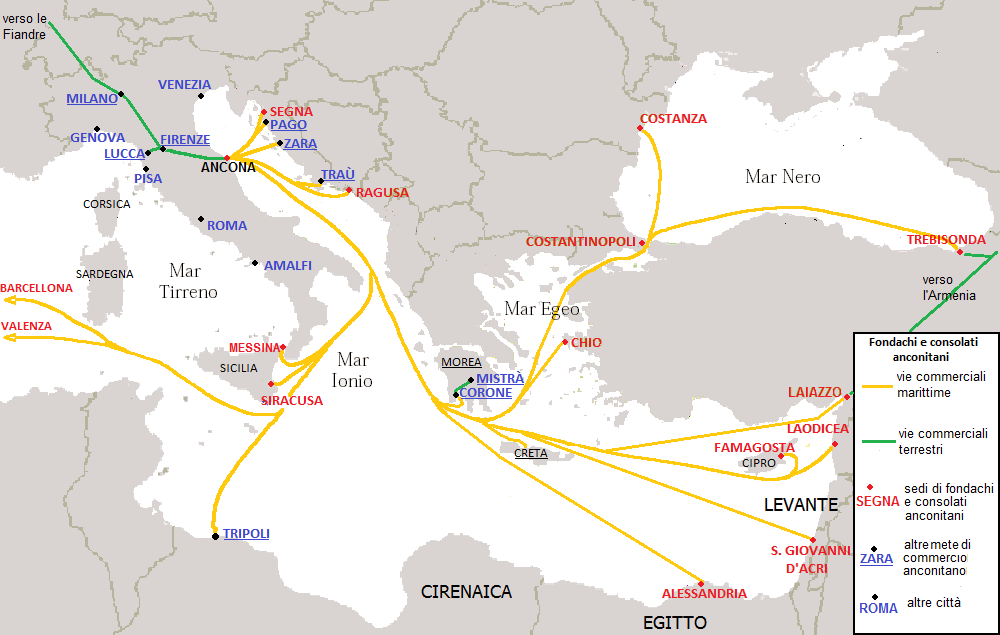
Fondachi e consolati della Repubblica di Ancona

## I simboli

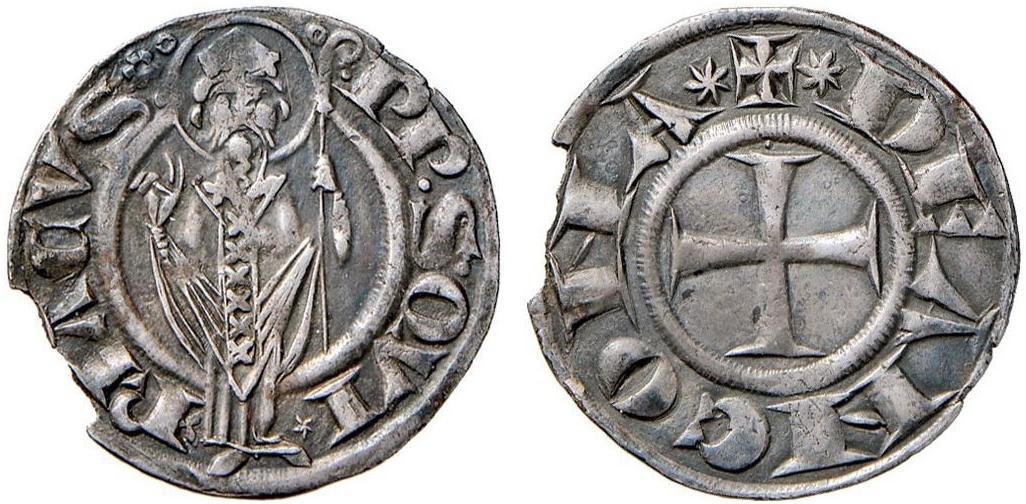
La moneta della repubblica di Ancona: l'agontano.

Secondo la tradizione la bandiera di Ancona, con una croce d'oro su fondo rosso, fu un dono imperiale di Bisanzio a ricompensa dei servigi e della fedeltà dimostrata a Manuele Comneno; rispecchiava le insegne bizantine, private dei simboli a forma di B nei cantoni.
Lo stemma del libero comune, un cavaliere armato, rappresentante la virtù guerriera e l'attaccamento alla libertà, è quello che anche oggi identifica la città. Secondo alcuni rappresenta l'imperatore Traiano, che in epoca antica si era dimostrato varie volte attento al ruolo di Ancona come porta d'Oriente. Non è verosimile invece che, come a volte si dice, il cavaliere raffiguri San Giorgio, in quanto tale santo, tra l'altro non legato ad alcuna tradizione religiosa anconitana, non è mai rappresentato senza il drago che avrebbe sconfitto.
Altro simbolo della repubblica fu l'immagine di San Ciriaco di Gerusalemme, presente nelle monete.

## Fioritura artistica e culturale

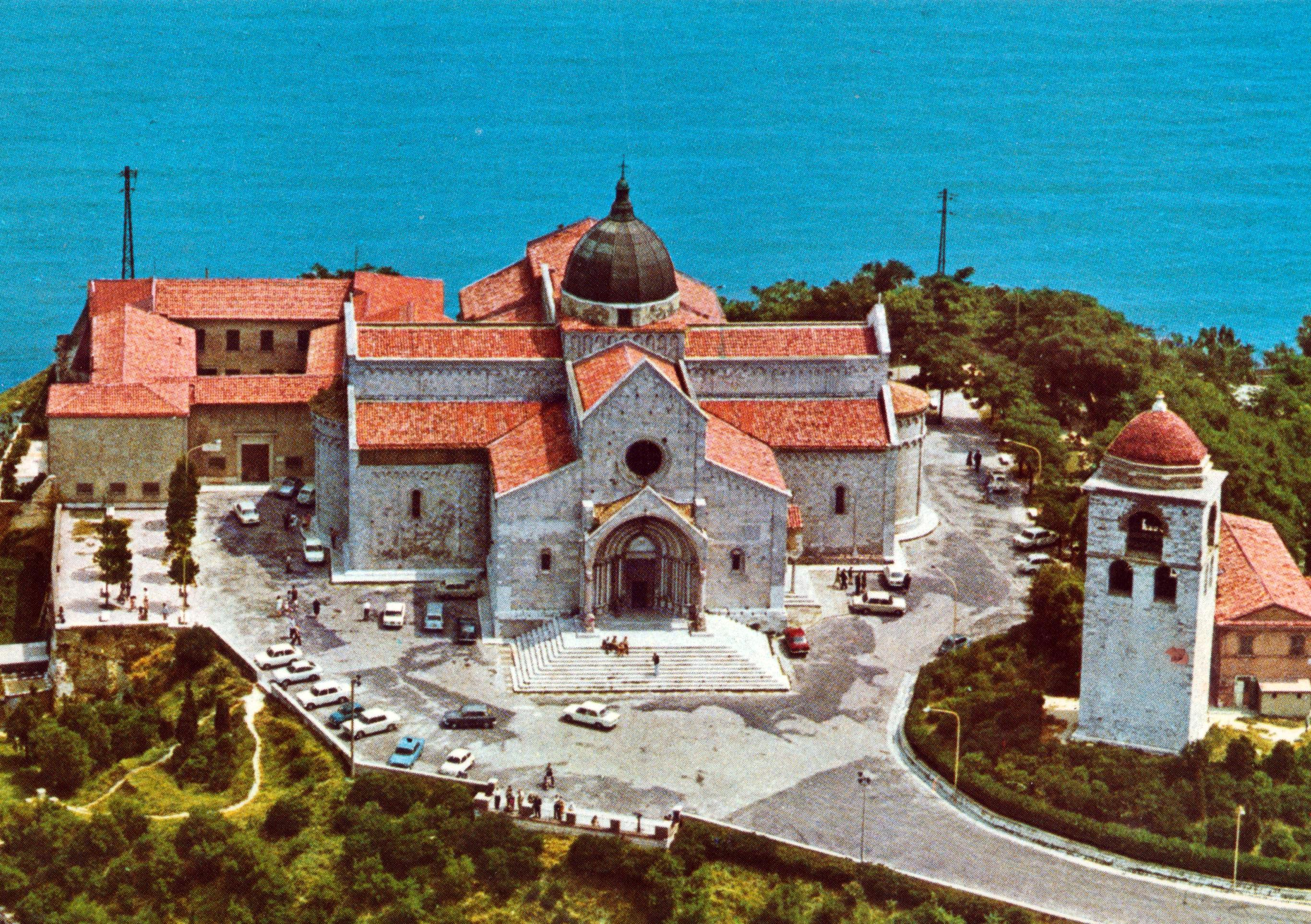
Il Duomo di Ancona, fusione di arte romanica e bizantina, quest'ultima evidente nella pianta a croce greca.

Ad Ancona, come nelle altre repubbliche marinare, l'arte e la cultura ebbero un notevole sviluppo.

### Arte romanica, bizantina e gotica

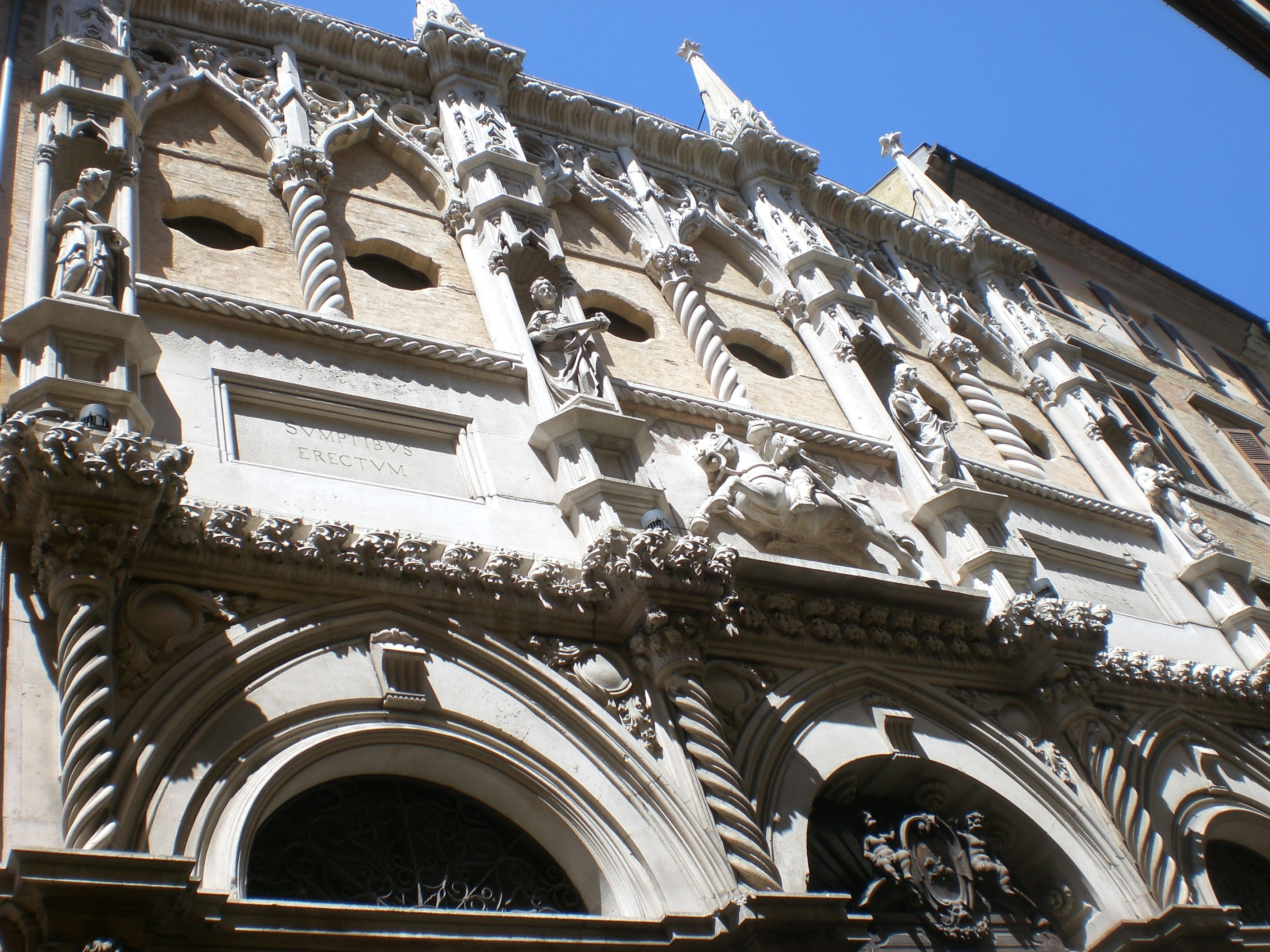
la Loggia dei Mercanti con la splendida facciata espressione del Rinascimento adriatico di Giorgio da Sebenico.

Per ciò che riguarda l'architettura romanica un tratto caratterizzante fu il confluire in essa di elementi di tradizioni artistiche diverse, principalmente bizantini, islamici, prova delle intense relazioni con l'oriente. Si ricorda a questo proposito soprattutto il grande cantiere della cattedrale di San Ciriaco, una delle più importanti chiese romaniche d'Italia, caratterizzata dalla pianta a croce greca; il duomo è pregevole anche per le sculture bizantine dell'interno e per quelle del portale, come i leoni stilofori, da annoverare tra i simboli della città. Nell'abbazia di Santa Maria di Portonovo gli influssi bizantini e quelli del romanico europeo si fondono così intimamente da dar luogo ad una struttura del tutto originale. Tra gli edifici religiosi costruiti nel semplice ed armonioso stile romanico emerge anche la Chiesa di Santa Maria della Piazza, ove lavora Mastro Filippo; in questo edificio gli influssi bizantini sono presenti nella facciata ad arcatelle cieche e in alcune sculture in essa inserite.
I fortunati traffici con l'Oriente arricchirono Ancona; splendide testimonianze di questa sua attività sono i palazzi che si succedono come sedi del governo cittadino: il romanico Palazzo del Senato, il gotico Palazzo degli Anziani e il Palazzo del Governo, in cui si riconosce una fase costruttiva gotica ed una rinascimentale. A quest'ultimo edificio lavorano Francesco di Giorgio Martini, senese, e i maestri Pietro e Matteo di Antongiacomo.
Tra Trecento e Quattrocento fiorì inoltre la scuola pittorica di Ancona, dominata dalla figura di Olivuccio di Ciccarello, esponente del Gotico internazionale.

### Rinascimento
Nel Quattrocento la città fu una delle culle del Rinascimento adriatico, ossia di quel particolare tipo di Rinascimento che si diffuse tra Dalmazia, Venezia e Marche, caratterizzato da una riscoperta dell'arte classica accompagnata però da una certa continuità formale con l'arte gotica. In architettura e scultura, l'esponente principale di questo movimento artistico fu il dalmata Giorgio Orsini, che lasciò in città spettacolari architetture e sculture. Egli, su una struttura dovuta all'architetto Giovanni Pace detto Sodo, realizzò la facciata della Loggia dei Mercanti. A questo celebre architetto dalmata si devono anche i portali di Sant'Agostino e di San Francesco alle Scale, nonché la facciata del Palazzo Benincasa. Altri artisti che lasciano nobili segni del loro lavoro sono Giovanni Dalmata (che lavorò al Duomo) e Marino di Marco Cedrino, veneziano, (cui si deve il portale della Chiesa della Misericordia).
Esponente in pittura del Rinascimento Adriatico fu Nicola di Maestro Antonio, le cui opere anconitane sono ora tutte disperse nei musei di vari continenti.
Nella pittura si segnala la presenza in città di Carlo Crivelli e di Lorenzo Lotto, che vi lasciarono preziose opere; Melozzo da Forlì decorò con affreschi i soffitti del Palazzo del Governo, oggi perduti; si deve infine ricordare che Tiziano inviò in città alcune sue opere, nel corso di tutta la sua carriera.

### La cultura

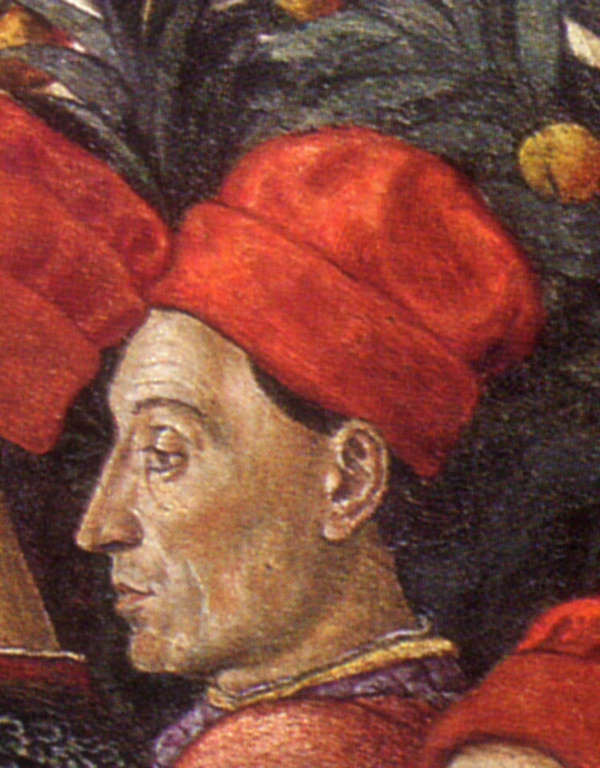
Ciriaco d'Ancona ritratto da Benozzo Gozzoli

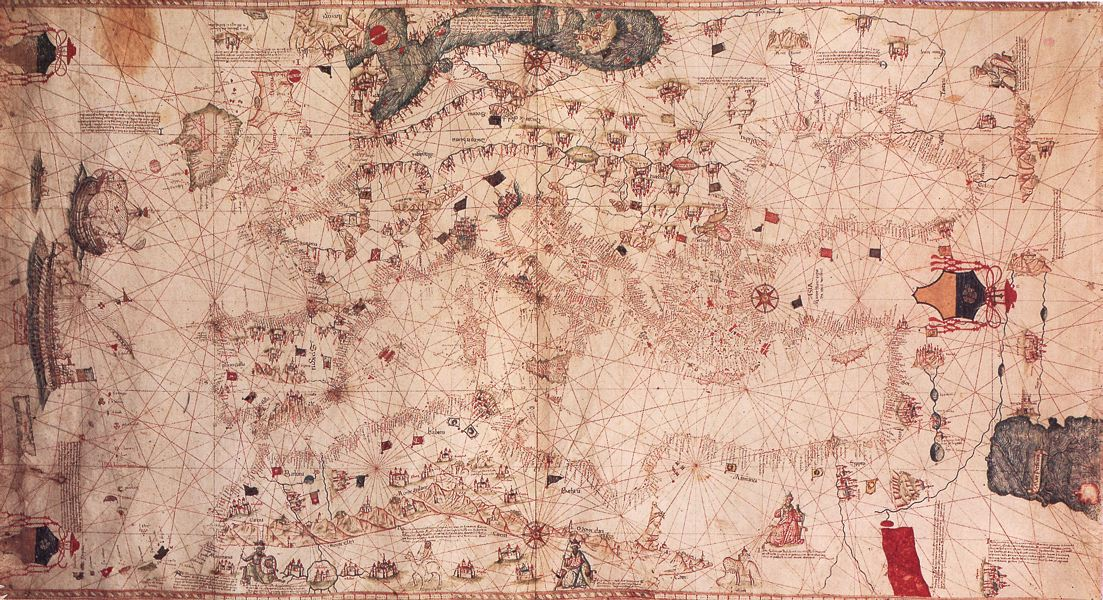
Carta nautica del Mediterraneo, di Grazioso Benincasa (1482).

Dal punto di vista culturale, la figura di spicco della Repubblica di Ancona è senz'altro il navigatore ed archeologo Ciriaco d'Ancona (Ciriaco Pizzecolli), umanista che nelle rive del Mediterraneo andava instancabilmente in cerca delle testimonianze della perduta civiltà classica, trascrivendo iscrizioni e disegnando monumenti; egli è perciò considerato il padre dell'archeologia". 
Ciriaco d'Ancona è detto il "navigatore-archeologo" o il "crononauta" e i suoi colleghi umanisti lo chiamavano pater antiquitatis (padre delle antichità), perché fece conoscere ai suoi contemporanei l'esistenza del Partenone (suo è il primo disegno che lo rappresenta), dell'oracolo di Delfi, delle Piramidi, della Sfinge e di altri monumenti antichi celebri e creduti distrutti.
Dal punto di vista culturale, altri personaggi noti a livello nazionale furono il cartografo marittimo Grazioso Benincasa, uno dei più importanti del Quattrocento e figura di spicco della Scuola cartografica di Ancona, e il giurista Benvenuto Stracca, fondatore del diritto commerciale, entrambi legati alle attività commerciali e marittime della città.

## Aspetti religiosi
Il legame tra la repubblica di Ancona e l'Oriente è testimoniato anche dal culto religioso: i santi venerati nella tradizione locali sono per la maggior parte originari di paesi del Levante. Il patrono principale, San Ciriaco, era di Gerusalemme e da questa città proviene il suo corpo, venerato al Duomo. Santo Stefano, il cui martirio è legato all'arrivo del Cristianesimo in città e a cui era dedicata la prima cattedrale di Ancona, era anch'egli ebreo o forse greco; inoltre il compatrono San Liberio era armeno e uno dei primi vescovi, San Primiano, era greco. Si devono ricordare a questo proposito le chiese di culto orientale che erano presenti in Ancona: Sant'Anna dei Greci e San Gregorio degli Armeni.